# Flugreiseversicherung
Eine Flugreiseversicherung ist eine Unfallversicherung, die die finanziellen Folgen eines Flugunfalls absichert.

## Begriffe
Eine (gesetzliche) Unfallversicherung als spezifische Versicherungsform soll Arbeitsunfälle, Berufskrankheiten und arbeitsbedingte Gesundheitsgefahren verhüten und nach Eintritt von Arbeitsunfällen oder Berufskrankheiten die Gesundheit und die Leistungsfähigkeit der Versicherten mit allen geeigneten Mitteln wiederherstellen.
Bei einer Flugreiseversicherung (auch Flugunfallversicherung oder Flugreiseschutz genannt) handelt es sich um eine spezielle private Unfallversicherung, über die sich Flugpassagiere (als Versicherungsnehmer) vor den finanziellen Folgen eines Flugunfalls (Flugzeugabsturz, Kollision, Start- oder Landeunfall) absichern. Hinzu kommen die Risiken, die durch Terrorgefahr entstehen. Die Kernleistung einer Flugreiseversicherung zielt auf die finanzielle Absicherung der Reisenden und deren gesetzlichen Erben im Falle einer dauernden Beeinträchtigung der körperlichen oder geistigen Leistungsfähigkeit (Invalidität) oder Todesfall als Flugunfallfolge ab.

## Geschichte der Luftfahrt-Versicherungen
Die ersten Luftfahrt-Versicherungen wurden in den frühen Jahren des 20. Jahrhunderts eingeführt. Diese wurden von Lloyd’s of London im Jahre 1911 angeboten. Das Unternehmen hat seine Geschäftspolitik im Jahr 1912 nach schlechtem Wetter und der daraus resultierenden Abstürze geändert und infolgedessen die Vermarktung solcher Versicherungen ausgesetzt. Die ersten Luftfahrtpolicen wurden von den Seeversicherungsverbänden übernommen. Die ersten spezialisierten Luftfahrtversicherungen sind im Jahre 1924 entstanden. Im Jahr 1929 wurde die Warschauer Konvention unterzeichnet. Die Konvention wurde zu einer Vereinbarung zur Bedingungen und Haftungsbeschränkungen für etablierte Unternehmen auf dem Luftweg und war die erste Anerkennung der Airline-Industrie, wie wir sie heute kennen.
Ab Mitte des 20. Jahrhunderts wurde der Londoner Versicherungsmarkt zum größten Zentrum für Luftfahrt-Versicherungen. Der Markt besteht aus den traditionellen Lloyd’s of London-Vereinigungen und zahlreichen anderen traditionellen Versicherungsmärkten. Im Rest der Welt entstanden nationale Märkte, abhängig von der Luftverkehrstätigkeit in jedem einzelnen Land.
In den USA befindet sich ein großer Teil der weltweiten Luftfahrtflotte und es gibt dort daher einen großen etablierten Markt für Flugreiseversicherungen. Neben Amex und AIG (Travel Guard) bietet auch Travelex verschiedene Versicherungsprodukte. In Deutschland und weiteren EU-Ländern bieten u. a. die QBE Insurance (Flightsurance Flugreiseschutz) und ERV Flugreiseversicherungen an.

## Montrealer Übereinkommen
Das Montrealer Übereinkommen regelt Haftungsfragen im internationalen zivilen Luftverkehr, d. h. sowohl Fragen des Gütertransports als auch Fragen der Personenbeförderung. Das Montrealer Übereinkommen wurde am 28. Mai 1999 von den Staaten beschlossen, die der Internationalen Zivilluftfahrt-Organisation International Civil Aviation Organization (ICAO) angehören. Kerngedanke dieser Übereinkunft war die Modernisierung der rechtlichen Vorschriften bei einer Luftbeförderung. Dabei ging es vor allem um die Verantwortung (Haftung) des vertraglichen Luftfrachtführers für Schäden, die während eines Fluges an Personen, Gepäck oder Fracht entstehen. Seit 2004 ist das Montrealer Übereinkommen auch in Deutschland in Kraft. Es löste das seit 1929 geltende Warschauer Abkommen über die Beförderung in der internationalen Lufttransport (WA) ab.
Bis zu einem Höchstbetrag von 113.100 Sonderziehungsrechten (ca. 140.500 €) pro Flugpassagier besteht eine verschuldensunabhängige Haftung. Für den darüber hinausgehenden Schaden besteht eine unbegrenzte Haftung des Luftfrachtführers für vermutetes Verschulden. Der Luftfrachtführer ist einer unbegrenzten Haftung nur dann zu entgehen in der Lage, wenn er nachweisen kann, dass sein Verhalten nicht zum Schadenseintritt beigetragen hat (Art. 17 Abs. 1 und Art. 21 MÜ).
Dieser Haftungsumfang stößt seitens der Experten oft auf Kritik, da dieser als unzureichend angesehen wird. Auch die Schwierigkeit, ein „Verschulden der Airlines“ nachzuweisen, verhindert eine höhere Haftung der Fluggesellschaften. Außerdem bestimmt nach wie vor das nationale Recht, ob ein Anspruch auf Schmerzensgeld besteht. Die Experten empfehlen daher, dass auch in Deutschland Schmerzensgeldansprüche, Schadensersatz für psychische Störungen oder Ersatz aufgrund des sozialen Verlustes eines Lebenspartners geschaffen werden soll. Die aktuelle Regelung wird als „nicht mehr zeitgemäß“ betrachtet. Daher besteht für die Reisenden nur die Möglichkeit die Haftungslücke mit einer privaten Flugreiseversicherung zu schließen.

## Schadensregulierung bei einer Flugreiseversicherung
Je nachdem ob ein Todesfall oder ein bestimmter Grad an Invalidität vorliegt, kann die Versicherungsleistung eine unterschiedliche Höhe aufweisen. Der Versicherungsbeginn ist nicht bei allen Versicherungsverträgen identisch und kann verschiedene Zeitpunkte im Zusammenhang mit den Bedingungen eines Versicherungsvertrages bezeichnen. Im Gegensatz zu herkömmlichen Reiseversicherungen decken die Flugreiseversicherungen nicht die komplette Reisedauer, sondern beginnen mit dem Verlassen des Boarding Gates um das Flugzeug zu besteigen und decken die komplette Flugreise bis zur Ankunft am Terminal des Zielflughafens.
Die Absicherung erfolgt in der Regel in Form einer einmaligen Kapitalzahlung. Durch Progressionsvereinbarungen kann sichergestellt werden, dass die Höhe der Invaliditätsleistung bei höheren Invaliditätsgraden proportional ansteigt. Die Bemessung der Invalidität geschieht nach den vertraglichen Bestimmungen. Neben dem Invaliditätsrisiko können auch andere Flugunfallfolgen versichert werden. So kann z. B. ein fester Kapitalbetrag für den Fall des Unfalltodes des Versicherten vereinbart werden (Todesfallleistung). Die Todesfallleistung wird fällig, wenn die versicherte Person innerhalb eines Jahres nach dem Flugunfall an dessen Folgen verstirbt.